# Климшино
Климшино — деревня в Нюксенском районе Вологодской области.
Входит в состав Городищенского сельского поселения, с точки зрения административно-территориального деления — в Городищенский сельсовет.
Расстояние по автодороге до районного центра Нюксеницы — 38 км, до центра муниципального образования Городищны — 2 км.
По переписи 2002 года население — 20 человек (7 мужчин, 13 женщин). Преобладающая национальность — русские (95 %).